# 甲基红色杆菌属
甲基红色杆菌属（学名：Methylorubrum）是甲基杆菌科的一个属。此属的物种是革兰氏阴性（或可变）、不产生孢子、氧化酶阳性、过氧化氢酶阳性、脲酶阳性、严格需氧的杆状细菌。此属的物种细胞尺寸为0.5至1.5×1.0至10.0µm，并且大多数物种以单极、亚极或侧鞭毛来运动。该属的模式种为扭脱甲基红色杆菌（Methylorubrum extorquens）。

## 词源
“Methylorubrum”一词由“Methylo-”和“rubrum”组成。前缀“Methylo-”来自拉丁语“methylum”，指甲基自由基，所以“methylo-”表示与甲基自由基有关。“Rubrum”来自拉丁语“ruber”，表示红色。因此，“Methylorubrum”一词表示一种利用红色甲基自由基的微生物。

## 历史
在甲基杆菌属被建立之后，物种的数量越来越多。彼得·格林（Peter N. Green）和朱莉·阿德利（Julie K. Ardley）两人使用16S rRNA基因测试后发现有一部分物种不该被归类为甲基杆菌属的物种。2018年，他们二人创建了甲基红色杆菌属并把甲基杆菌属的11个物种移动至该属。
1984年，原单胞菌属（Protomonas）被建立。隔年，该属的唯一物种被整并入甲基杆菌属（Methylobacterium）。2018年，随着甲基杆菌属的重新分类，原先原单胞菌属的唯一物种也随着其他物种被纳入此属。因此原单胞菌属成了此属的异名。

## 下属物种
本属包括以下物种：
- 食胺甲基红色杆菌 Methylorubrum aminovorans (Urakami et al. 1993) Green and Ardley 2018，前称多噬耗甲基杆菌、嗜胺甲基杆菌
- 扭脱甲基红色杆菌 Methylorubrum extorquens (Urakami and Komagata 1984) Green and Ardley 2018，前称弯曲原单胞菌
- 根际甲基红色杆菌 Methylorubrum podarium (Anesti et al. 2006) Green and Ardley 2018，前称根际甲基杆菌
- 极甲基红色杆菌 Methylorubrum populi (Van Aken et al. 2004) Green and Ardley 2018，前称极甲基杆菌
- 矢竹甲基红色杆菌 Methylorubrum pseudosasae (Madhaiyan and Poonguzhali 2016) Green and Ardley 2018
- 罗兹氏甲基红色杆菌 Methylorubrum rhodesianum (Green et al. 1988) Green and Ardley 2018，前称罗氏甲基杆菌
- 浅红甲基红色杆菌 Methylorubrum rhodinum (Heumann 1962) Green and Ardley 2018，前称玫瑰色假单胞菌
- 海水甲基红色杆菌 Methylorubrum salsuginis (Wang et al. 2007) Green and Ardley 2018，前称海水甲基杆菌
- 芬兰甲基红色杆菌 Methylorubrum suomiense (Doronina et al. 2002) Green and Ardley 2018，前称芬兰甲基杆菌
- 硫氰酸盐甲基红色杆菌 Methylorubrum thiocyanatum (Wood et al. 1999) Green and Ardley 2018，前称硫氰酸盐甲基杆菌
- 扎特曼氏甲基红色杆菌 Methylorubrum zatmanii (Green et al. 1988) Green and Ardley 2018，前称扎氏甲基杆菌